# Луций Меммий (оратор)
Луций Меммий (лат. Lucius Memmius; II век до н. э.) — римский оратор из плебейского рода Меммиев.

## Биография
Луций Меммий упоминается в трактате Марка Туллия Цицерона «Брут, или О знаменитых ораторах». Согласно этому источнику, Луций и его брат Гай были младшими современниками Гая Семпрония Гракха, а их деятельность относилась к периоду Югуртинской войны (111—105 годы до н. э.). Братья часто выступали в судах и были посредственными ораторами, но «сильными и беспощадными обвинителями». «Многих граждан они привлекли к уголовному суду, в качестве же защитников выступали редко». Подробности неизвестны.
Исследователи полагают, что Гай Меммий — это народный трибун 111 года до н. э. Отец Гая и Луция носил преномен Гай, и это должно означать, что Луций был младшим из братьев. Антиковед Фридрих Мюнцер предположил, что сыновьями Луция были Гай Меммий (зять Гнея Помпея Великого, погибший в Серториевой войне) и Луций Меммий, народный трибун 90 года до н. э.